# Futura Volley Busto Arsizio 2016-2017
Questa voce raccoglie le informazioni riguardanti la Futura Volley Busto Arsizio nelle competizioni ufficiali della stagione 2016-2017.

## Stagione
La stagione 2016-17 è per la Futura Volley Busto Arsizio, sponsorizzata dalla Unet e da Yamamay, l'undicesima, la decima consecutiva, in Serie A1; in panchina viene confermato Marco Mencarelli, mentre la rosa è completamente cambiata con le uniche conferme di Giulia Pisani e Caterina Cialfi: tra i nuovi acquisti quelli di Valentina Fiorin, Valentina Diouf, Brayelin Martínez, Noemi Signorile, Anthī Vasilantōnakī, Federica Stufi e Agata Durajczyk, mentre tra le cessioni quelle di Alice Degradi, Karsta Lowe, Hélène Rousseaux, Gözde Yılmaz e Valeria Papa.
Il campionato si apre con la sconfitta in casa a opera del River: successivamente la squadra di Busto Arsizio ottiene sei successi di fila, prima di capitolare all'ottava giornata contro il San Casciano, seguita da un altro stop, questa volta con l'Imoco; il girone di andata si conclude con una vittoria e una sconfitta, chiudendo al sesto posto in classifica e qualificandosi per la Coppa Italia. Il girone di ritorno comincia con una gara vinta e tre perse consecutivamente: la regular season si conclude con una serie di risultati altalenanti che portano il club lombardo al settimo posto. Negli ottavi di finale dei play-off la Futura Busto Arsizio supera vincendo sia la gara di andata che quella di ritorno la Pro Victoria, mentre nei quarti di finale viene eliminata dal Casalmaggiore, dopo aver perso gara 1, vinto gara 2 e perso la decisiva gara 3.
Grazie al sesto posto in classifica alla fine del girone di andata della Serie A1, la Futura Volley Busto Arsizio partecipa alla Coppa Italia: tuttavia viene eliminata nei quarti di finale a seguito della doppia sconfitta contro l'AGIL.
Nonostante non si fosse qualificata sul campo, la squadra di Busto Arsizio ottiene il diritto di partecipazione alla Coppa CEV. Nei trentaduesimi di finale supera il VDK Gent, mentre nei sedicesimi e negli ottavi di finale ha la meglio rispettivamente sul Marica e sul Minčanka, vincendo in entrambi i casi la gara di andata e perdendo quello di ritorno, ma riuscendo a qualificarsi per il maggior numero di punti assegnati ottenuti. Dopo aver passato i quarti di finale contro il Békéscsabai, nelle semifinali va in scena il derby italiano contro il Casalmaggiore: il club bustocco vince sia la gara di andata per 3-0 che quella di ritorno per 3-2, accedendo quindi, per la terza volta nella competizione, alla finale. Nell'ultimo atto della competizione viene sconfitta in entrambe le partite giocate contro la Dinamo-Kazan.

## Organigramma societario
Area direttiva
- Presidente: Giuseppe Pirola
- Direttore generale: Enzo Barbaro
- Segreteria generale: Milvia Testa

Area organizzativa
- Direttore sportivo: Enzo Barbaro
- Dirigente: Christian Merati
- Dirigente accompagnatore: Alberto Gallo, Giordano Polato
- Responsabile amministrazione: Vincenzo Marella
- Responsabile palazzetto: Andrea Rubicondo

Area tecnica
- Allenatore: Marco Mencarelli
- Allenatore in seconda: Marco Musso
- Assistente allenatore: Christian Tammone
- Scout man: Tommaso Barbato
- Responsabile settore giovanile: Chrstian Merati

Area comunicazione
- Responsabile comunicazioni: Elena Colombo, Enzo Barbaro
- Speaker: Adriano Broglia
- Fotografo: Gabriele Alemani
- Video: Roberto Danieli
- DJ: Willy DJ

Area marketing
- Ufficio marketing: Enzo Barbaro
- Agenzia pubblicitaria: Swing Communication

Area sanitaria
- Medico: Claudio Benenti
- Preparatore atletico: Alessandro Mattiroli
- Fisioterapista: Marco Candiloro
- Osteopata: Marco Candiloro

## Rosa
| N° | Nome                | Ruolo | Data di nascita   | Nazionalità sportiva |
| -- | ------------------- | ----- | ----------------- | -------------------- |
| 2  | Federica Stufi      | C     | 22 marzo 1988     | Italia               |
| 3  | Noemi Signorile     | P     | 15 febbraio 1990  | Italia               |
| 4  | Caterina Cialfi     | P     | 17 agosto 1995    | Italia               |
| 5  | Ilaria Spirito      | L     | 20 febbraio 1994  | Italia               |
| 6  | Valentina Fiorin    | S     | 9 ottobre 1984    | Italia               |
| 7  | Agata Durajczyk     | L     | 19 agosto 1989    | Polonia              |
| 8  | Brayelin Martínez   | S/O   | 11 settembre 1996 | Rep. Dominicana      |
| 10 | Taylor Simpson      | S     | 1º settembre 1993 | Stati Uniti          |
| 11 | Anthī Vasilantōnakī | S/O   | 9 aprile 1996     | Grecia               |
| 13 | Valentina Diouf     | S/O   | 10 gennaio 1993   | Italia               |
| 14 | Serena Moneta       | S     | 17 novembre 1990  | Italia               |
| 15 | Beatrice Berti      | C     | 12 gennaio 1996   | Italia               |
| 17 | Giulia Pisani       | C     | 4 giugno 1992     | Italia               |

## Mercato
| Acquisti | Acquisti            | Acquisti         | Acquisti   |
| R.       | Nome                | da               | Modalità   |
| -------- | ------------------- | ---------------- | ---------- |
| C        | Beatrice Berti      | Club Italia      | definitivo |
| S/O      | Valentina Diouf     | LJ               | definitivo |
| L        | Agata Durajczyk     | Atom Trefl Sopot | definitivo |
| S        | Valentina Fiorin    | Savino Del Bene  | definitivo |
| S/O      | Brayelin Martínez   | Neruda           | definitivo |
| S        | Serena Moneta       | Filottrano       | definitivo |
| P        | Noemi Signorile     | AGIL             | definitivo |
| S        | Taylor Simpson      | Pink Spiders     | definitivo |
| L        | Ilaria Spirito      | Club Italia      | definitivo |
| C        | Federica Stufi      | Savino Del Bene  | definitivo |
| S/O      | Anthī Vasilantōnakī | Imoco            | definitivo |

| Cessioni | Cessioni         | Cessioni        | Cessioni   |
| R.       | Nome             | a               | Modalità   |
| -------- | ---------------- | --------------- | ---------- |
| S        | Giulia Angelina  | Hermaea         | definitivo |
| S        | Alice Degradi    | Pesaro          | definitivo |
| C        | Silvia Fondriest | Trentino Rosa   | definitivo |
| P        | Jenna Hagglund   | -               | ritirata   |
| S/O      | Karsta Lowe      | Beijing         | definitivo |
| S        | Valeria Papa     | Neruda          | definitivo |
| L        | Celeste Poma     | Mondovì         | definitivo |
| S        | Hélène Rousseaux | Beşiktaş        | definitivo |
| S        | Taylor Simpson   | Leonas de Ponce | definitivo |
| C        | Jaimie Thibeault | -               | ritirata   |
| S/O      | Gözde Yılmaz     | Eczacıbaşı      | definitivo |

## Risultati

### Serie A1

#### Girone di andata
| 1ª giornata - 16 ottobre 2016 PalaYamamay, Busto Arsizio         | Busto Arsizio   | 0 - 3 | River         | 21-25, 23-25, 15-25               |
| 2ª giornata - 23 ottobre 2016 PalaResia, Bolzano                 | Neruda          | 1 - 3 | Busto Arsizio | 17-25, 18-25, 25-15, 13-25        |
| 3ª giornata - 30 ottobre 2016 PalaYamamay, Busto Arsizio         | Busto Arsizio   | 3 - 0 | Flero         | 26-24, 26-24, 25-17               |
| 4ª giornata - 6 novembre 2016 PalaYamamay, Busto Arsizio         | Busto Arsizio   | 3 - 0 | Club Italia   | 25-21, 25-23, 25-20               |
| 5ª giornata - 12 novembre 2016 PalaNorda, Bergamo                | Bergamo         | 1 - 3 | Busto Arsizio | 25-21, 19-25, 18-25, 20-25        |
| 6ª giornata - 19 novembre 2016 PalaYamamay, Busto Arsizio        | Busto Arsizio   | 3 - 2 | Casalmaggiore | 19-25, 25-23, 25-18, 19-25, 15-8  |
| 7ª giornata - 27 novembre 2016 Palazzetto dello Sport, Scandicci | Savino Del Bene | 2 - 3 | Busto Arsizio | 25-20, 25-18, 22-25, 20-25, 11-15 |
| 8ª giornata - 4 dicembre 2016 PalaYamamay, Busto Arsizio         | Busto Arsizio   | 0 - 3 | San Casciano  | 19-25, 22-25, 11-25               |
| 9ª giornata - 11 dicembre 2016 PalaVerde, Villorba               | Imoco           | 3 - 0 | Busto Arsizio | 25-22, 25-19, 25-15               |
| 10ª giornata - 17 dicembre 2016 PalaYamamay, Busto Arsizio       | Busto Arsizio   | 3 - 1 | Pro Victoria  | 28-30, 25-21, 25-11, 25-17        |
| 11ª giornata - 26 dicembre 2016 PalaTerdoppio, Novara            | AGIL            | 3 - 1 | Busto Arsizio | 25-19, 23-25, 25-21, 25-21        |

#### Girone di ritorno
| 12ª giornata - 15 gennaio 2017 PalaPanini, Modena              | River         | 1 - 3 | Busto Arsizio   | 25-14, 19-25, 24-26, 28-30        |
| 13ª giornata - 22 gennaio 2017 PalaYamamay, Busto Arsizio      | Busto Arsizio | 0 - 3 | Neruda          | 22-25, 21-25, 22-25               |
| 14ª giornata - 28 gennaio 2017 PalaGeorge, Montichiari         | Flero         | 3 - 0 | Busto Arsizio   | 25-15, 25-21, 25-19               |
| 15ª giornata - 4 febbraio 2017 PalaYamamay, [[Busto Arsizio[]] | Club Italia   | 3 - 1 | Busto Arsizio   | 27-25, 25-23, 21-25, 25-21        |
| 16ª giornata - 11 febbraio 2017 PalaYamamay, Busto Arsizio     | Busto Arsizio | 3 - 0 | Bergamo         | 25-22, 25-20, 25-19               |
| 17ª giornata - 15 febbraio 2017 PalaRadi, Cremona              | Casalmaggiore | 3 - 1 | Busto Arsizio   | 25-23, 25-16, 16-25, 25-17        |
| 18ª giornata - 19 febbraio 2017 PalaYamamay, Busto Arsizio     | Busto Arsizio | 3 - 1 | Savino Del Bene | 25-22, 29-27, 12-25, 25-23        |
| 19ª giornata - 26 febbraio 2017 Nelson Mandela Forum, Firenze  | San Casciano  | 3 - 0 | Busto Arsizio   | 25-23, 25-16, 25-14               |
| 20ª giornata - 12 marzo 2017 PalaYamamay, Busto Arsizio        | Busto Arsizio | 2 - 3 | Imoco           | 25-22, 20-25, 20-25, 25-22, 9-15  |
| 21ª giornata - 19 febbraio 2017 Palazzetto dello Sport, Monza  | Pro Victoria  | 3 - 2 | Busto Arsizio   | 22-25, 16-25, 25-17, 25-21, 17-15 |
| 22ª giornata - 25 marzo 2017 PalaYamamay, Busto Arsizio        | Busto Arsizio | 3 - 1 | AGIL            | 25-17, 19-25, 25-20, 25-21        |

#### Play-off scudetto
| Ottavi di finale (andata) - 30 marzo 2017 Palazzetto dello Sport, Monza | Pro Victoria  | 1 - 3 | Busto Arsizio | 25-27, 25-18, 20-25, 16-25        |
| Ottavi di finale (ritorno) - 3 aprile 2017 PalaYamamay, Busto Arsizio   | Busto Arsizio | 3 - 1 | Pro Victoria  | 25-22, 23-25, 25-23, 25-20        |
| Quarti di finale (gara 1) - 7 aprile 2017 PalaYamamay, Busto Arsizio    | Busto Arsizio | 2 - 3 | Casalmaggiore | 21-25, 28-26, 25-23, 17-25, 11-15 |
| Quarti di finale (gara 2) - 19 aprile 2017 PalaRadi, Cremona            | Casalmaggiore | 0 - 3 | Busto Arsizio | 24-26, 22-25, 20-25               |
| Quarti di finale (gara 3) - 20 aprile 2017 PalaRadi, Cremona            | Casalmaggiore | 3 - 0 | Busto Arsizio | 25-22, 27-25, 25-19               |

### Coppa Italia

#### Fase a eliminazione diretta
| Quarti di finale (andata) - 5 gennaio 2017 PalaYamamay, Busto Arsizio | Busto Arsizio | 2 - 3 | AGIL          | 23-25, 17-25, 25-23, 25-15, 9-15 |
| Quarti di finale (ritorno) - 8 gennaio 2017 PalaTerdoppio, Novara     | AGIL          | 3 - 0 | Busto Arsizio | 25-20, 29-27, 25-23              |

### Coppa CEV

#### Fase a eliminazione diretta
| Trentaduesimi di finale (andata) - 15 dicembre 2016 PalaYamamay, Busto Arsizio | Busto Arsizio | 3 - 1 | VDK Gent      | 25-27, 25-19, 25-21, 25-17        |
| Trentaduesimi di finale (ritorno) - 21 dicembre 2016 Edugo Topsporthal, Gand   | VDK Gent      | 0 - 3 | Busto Arsizio | 19-25, 20-25, 22-25               |
| Sedicesimi di finale (andata) - 12 gennaio 2017 PalaYamamay, Busto Arsizio     | Busto Arsizio | 3 - 1 | Marica        | 25-13, 23-25, 25-15, 25-16        |
| Sedicesimi di finale (ritorno) - 25 gennaio 2017 Kolodruma, Plovdiv            | Marica        | 3 - 2 | Busto Arsizio | 16-25, 26-24, 23-25, 25-23, 17-15 |
| Ottavi di finale (andata) - 8 febbraio 2017 PalaYamamay, Busto Arsizio         | Busto Arsizio | 3 - 0 | Minčanka      | 25-17, 25-16, 25-17               |
| Ottavi di finale (ritorno) - 22 febbraio 2017 Falcon Club Arena, Minsk         | Minčanka      | 3 - 2 | Busto Arsizio | 25-22, 22-25, 25-21, 24-26, 15-10 |
| Quarti di finale (andata) - 7 marzo 2017 Városi Sportcsarnok, Békéscsaba       | Békéscsabai   | 1 - 3 | Busto Arsizio | 23-25, 28-26, 14-25, 19-25        |
| Quarti di finale (ritorno) - 15 marzo 2017 PalaYamamay, Busto Arsizio          | Busto Arsizio | 3 - 0 | Békéscsabai   | 25-20, 25-8, 25-22                |
| Semifinali (andata) - 28 marzo 2017 PalaRadi, Casalmaggiore                    | Casalmaggiore | 0 - 3 | Busto Arsizio | 22-25, 20-25, 27-25               |
| Semifinali (ritorno) - 1º aprile 2017 PalaYamamay, Busto Arsizio               | Busto Arsizio | 3 - 2 | Casalmaggiore | 23-25, 23-25, 25-23, 29-27, 15-9  |
| Finale (andata) - 11 aprile 2017 Centr volejbola Sankt-Peterburg, Kazan'       | Dinamo-Kazan  | 3 - 1 | Busto Arsizio | 25-18, 25-22, 20-25, 25-22        |
| Finale (ritorno) - 15 aprile 2017 PalaYamamay, Busto Arsizio                   | Busto Arsizio | 2 - 3 | Dinamo-Kazan  | 25-23, 25-16, 12-25, 21-25, 12-25 |

## Statistiche

### Statistiche di squadra
| Competizione | Punti | In casa | In casa | In casa | In trasferta | In trasferta | In trasferta | Totale | Totale | Totale |
| Competizione | Punti | G       | V       | P       | G            | V            | P            | G      | V      | P      |
| ------------ | ----- | ------- | ------- | ------- | ------------ | ------------ | ------------ | ------ | ------ | ------ |
| Serie A1     | 33    | 13      | 8       | 5       | 14           | 6            | 8            | 27     | 14     | 13     |
| Coppa Italia | -     | 1       | 0       | 1       | 1            | 0            | 1            | 2      | 0      | 2      |
| Coppa CEV    | -     | 6       | 5       | 1       | 6            | 3            | 3            | 12     | 8      | 4      |
| Totale       | -     | 20      | 13      | 7       | 21           | 9            | 12           | 41     | 22     | 19     |

G = partite giocate; V = partite vinte; P = partite perse

### Statistiche dei giocatori
| Giocatore        | Serie A1 | Serie A1 | Serie A1 | Serie A1 | Serie A1 | Coppa Italia | Coppa Italia | Coppa Italia | Coppa Italia | Coppa Italia | Coppa CEV | Coppa CEV | Coppa CEV | Coppa CEV | Coppa CEV | Totale | Totale | Totale | Totale | Totale |
| Giocatore        | P        | PT       | AV       | MV       | BV       | P            | PT           | AV           | MV           | BV           | P         | PT        | AV        | MV        | BV        | P      | PT     | AV     | MV     | BV     |
| ---------------- | -------- | -------- | -------- | -------- | -------- | ------------ | ------------ | ------------ | ------------ | ------------ | --------- | --------- | --------- | --------- | --------- | ------ | ------ | ------ | ------ | ------ |
| B. Berti         | 25       | 126      | 70       | 51       | 5        | 2            | 3            | 2            | 1            | 0            | 12        | 93        | 50        | 34        | 9         | 39     | 222    | 122    | 86     | 14     |
| C. Cialfi        | 8        | 1        | 0        | 1        | 0        | 0            | 0            | 0            | 0            | 0            | 5         | 5         | 2         | 3         | 0         | 13     | 6      | 2      | 4      | 0      |
| V. Diouf         | 23       | 461      | 415      | 29       | 17       | 2            | 45           | 41           | 1            | 3            | 11        | 238       | 207       | 20        | 11        | 36     | 744    | 663    | 50     | 31     |
| A. Durajczyk     | 19       | 0        | 0        | 0        | 0        | 2            | 0            | 0            | 0            | 0            | 10        | 0         | 0         | 0         | 0         | 31     | 0      | 0      | 0      | 0      |
| V. Fiorin        | 26       | 206      | 169      | 31       | 6        | 2            | 12           | 8            | 4            | 0            | 12        | 107       | 81        | 23        | 3         | 40     | 325    | 258    | 58     | 9      |
| B. Martínez      | 25       | 368      | 334      | 24       | 10       | 2            | 24           | 23           | 1            | 0            | 11        | 169       | 148       | 16        | 5         | 38     | 561    | 505    | 41     | 15     |
| S. Moneta        | 26       | 31       | 24       | 0        | 7        | 2            | 0            | 0            | 0            | 0            | 12        | 32        | 27        | 2         | 3         | 40     | 63     | 51     | 2      | 10     |
| G. Pisani        | 17       | 86       | 38       | 44       | 4        | 2            | 3            | 1            | 2            | 0            | 5         | 36        | 18        | 15        | 3         | 24     | 125    | 57     | 61     | 7      |
| N. Signorile     | 26       | 35       | 12       | 17       | 6        | 2            | 3            | 2            | 1            | 0            | 12        | 28        | 8         | 14        | 6         | 40     | 66     | 22     | 32     | 12     |
| T. Simpson       | -        | -        | -        | -        | -        | -            | -            | -            | -            | -            | -         | -         | -         | -         | -         | -      | -      | -      | -      | -      |
| I. Spirito       | 13       | 0        | 0        | 0        | 0        | 1            | 0            | 0            | 0            | 0            | 7         | 0         | 0         | 0         | 0         | 21     | 0      | 0      | 0      | 0      |
| F. Stufi         | 21       | 213      | 155      | 57       | 1        | 2            | 23           | 14           | 8            | 1            | 10        | 92        | 67        | 18        | 7         | 33     | 328    | 236    | 83     | 9      |
| A. Vasilantōnakī | 16       | 143      | 130      | 12       | 1        | -            | -            | -            | -            | -            | 7         | 33        | 29        | 3         | 1         | 23     | 176    | 159    | 15     | 2      |

P = presenze; PT = punti totali; AV = attacchi vincenti; MV = muri vincenti; BV = battute vincenti